# 4064 Марджор
4064 Марджор (4064 Marjorie) — астероїд головного поясу, відкритий 24 вересня 1960 року.
Тіссеранів параметр щодо Юпітера — 3,475.